# Konstbiennalen i Venedig

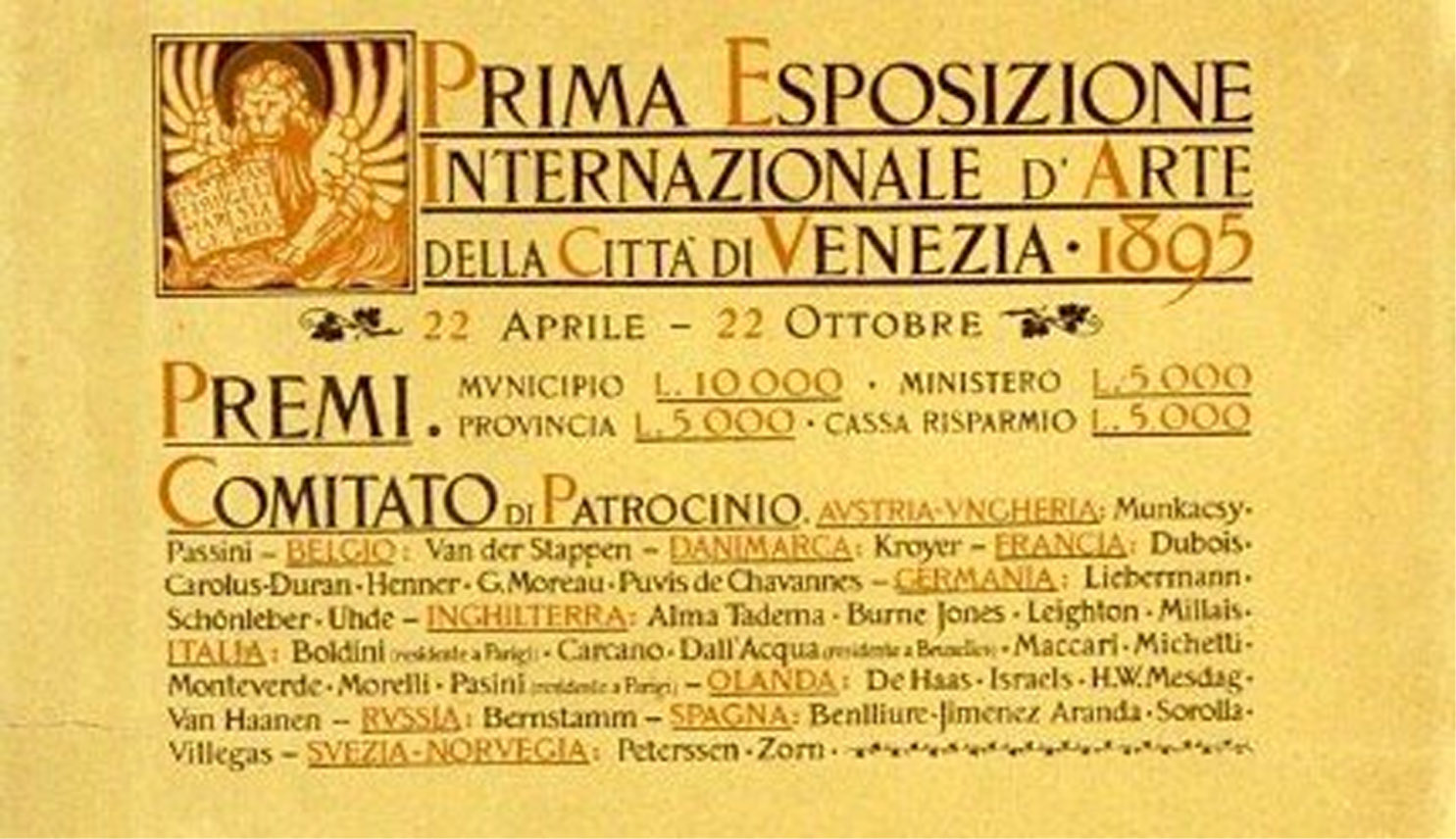
Affisch till första utställningen 1895

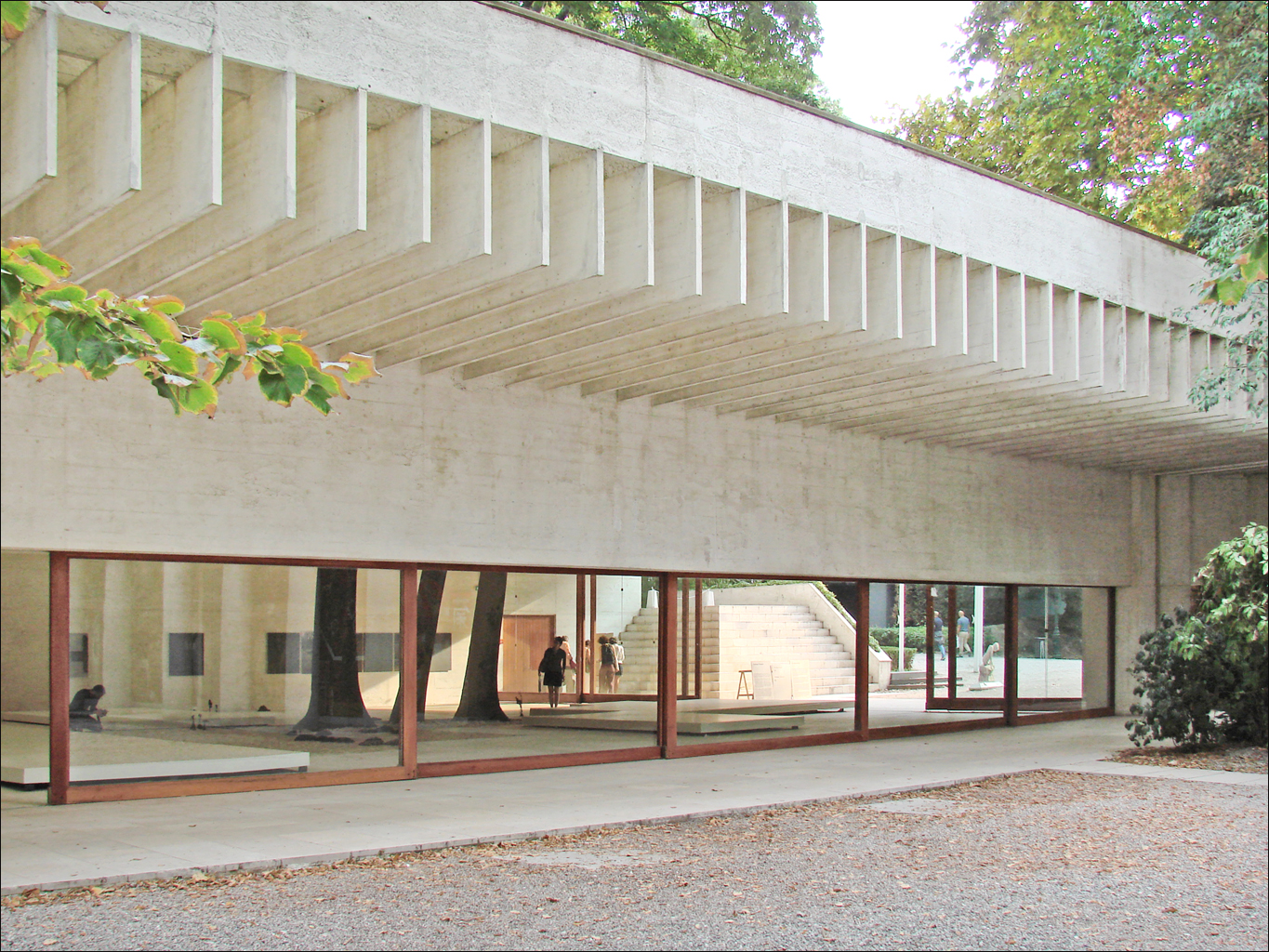
Den Nordiska paviljongen från 1962, ritad av Sverre Fehn

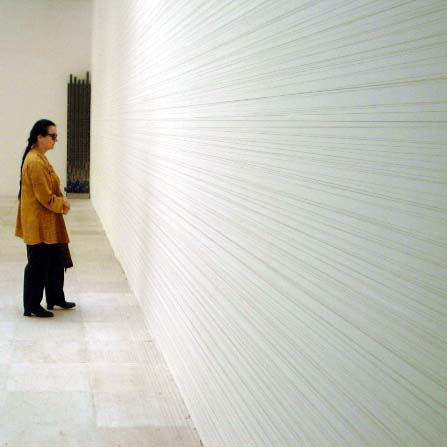
Från Konstbiennalen 2001

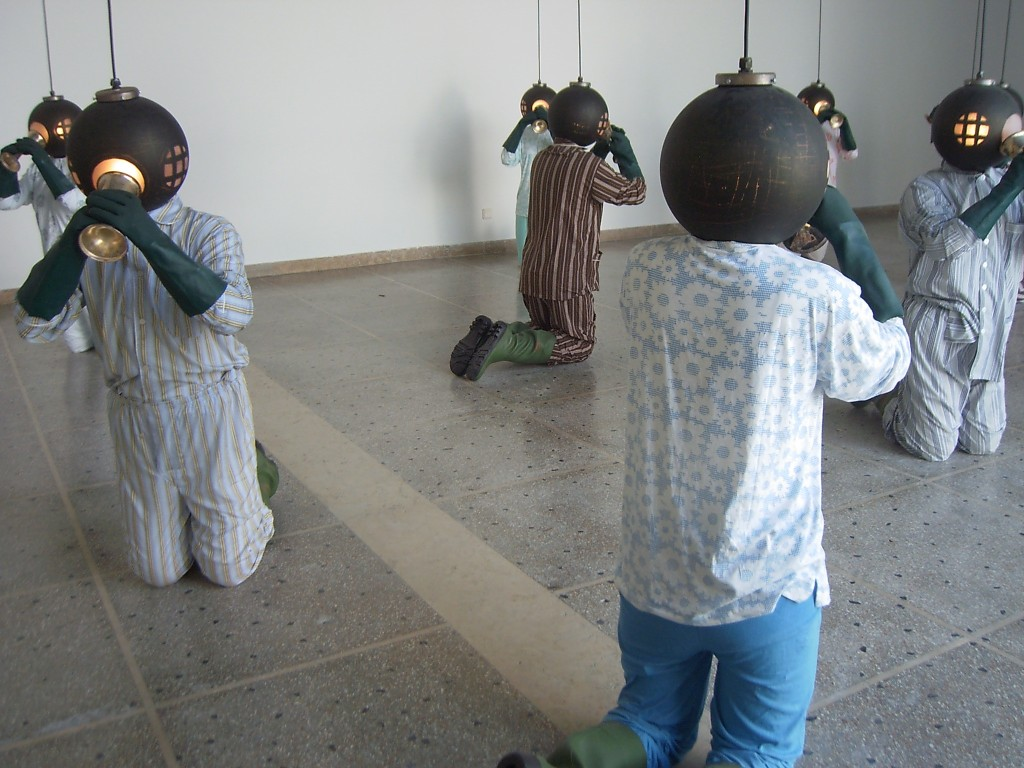
Pump Room av Balazs Kicsiny, Konstbiennalen 2005

Konstbiennalen i Venedig, italienska: Esposizione Internazionale d'Arte di Venezia, är en internationell utställning för samtida konst, som avhålls vartannat år i Venedig, med Giardini della Biennale i centrum.
Konstbiennalen i Venedig är den ursprungliga Venedigbiennalen, vilken sedermera förgrenats i olika biennaler: Arkitekturbiennalen i Venedig, Filmfestivalen i Venedig, Dansbiennalen i Venedig, Venedigs musikbiennal och Teaterfestivalen i Venedig.
Den 57:e konstbiennalen, med temat Viva Arte Viva, hölls maj–november 2017. och hade 615.000 besökare. Den 58:e Venedigbiennalen, med temat May You Live In Interesting Times", hålls 11 maj–24 november 2019.

## Historik
Den första konstbiennalen, I Esposizione internationale d'Arte della Città di Venezia, öppnades den 30 april 1895 som en italiensk konstmanifestation av det italienska kungaparet. Under 1900-talet blev utställningen allt mer internationell. Från 1907 började andra länder uppföra utställningspaviljonger på utställningsområdet, med början Belgien. År 1910 hade biennalen för första gången verk av världskända utländska artister, med samtidskonstnärerna Gustav Klimt och Jean Renoir och en retrospektiv utställning av verk av Gustave Courbet. År 1914 hade sammanlagt sju nationella paviljonger etablerats: Belgien (1907), Ungern (1909), Tyskland (1909), Storbritannien (1909), Frankrike (1912) och Ryssland (1914). Den Nordiska paviljongen ritades av Sverre Fehn och invigdes 1962.
Under första världskriget hölls inga utställningar.
År 1930 avskiljdes biennalen organisatoriskt från Venedigs stad och en så kallad autonom organisation bildades enligt nationell lag, vilket i praktiken innebar att makten övertogs av den fascistiska regeringen under Benito Mussolini. Konstbiennalen utvidgades under 1930-talet med biennaler för andra konstarter.
Under andra världskriget gjorde Venedigbiennalens utställningar uppehåll från och med 1943. Konstutställningarna återkom 1948.

## Konstnärliga ledare sedan 1976
- 2024 Adriano Pedrosa
- 2022 Cecilia Alemani
- 2019 Ralph Rugoff
- 2017 Christine Macel[4]
- 2015 Okwui Enwezor
- 2013 Massimiliano Gioni
- 2011 Bice Curiger
- 2009 Daniel Birnbaum
- 2007 Robert Storr
- 2005 Maria Corral och Rosa Martinez
- 2003 Francesco Bonami
- 2001 Harald Szeemann
- 1999 Harald Szeemann
- 1997 Germano Celant
- 1995 Jean Clair
- 1993 Achille Bonito Oliva
- 1990 Giovanni Carandente
- 1988 Giovanni Carandente
- 1986 Maurizio Calvesi
- 1984 Maurizio Calvesi
- 1982 Sisto Dalla Palma
- 1980 Luigi Carluccio
- 1978 Floris Luigi Ammannati
- 1976 Vittorio Gregotti

## Guldlejonet
Guldlejonet (italienska: Leone d'oro, engelska: Golden Lion) är sedan 1986 den högsta utmärkelsen inom biennalens priskategorier. Från starten 1895 delades andra stora priser ut, men de upphörde 1969 för att senare återkomma som Guldlejonet, ett pris som då redan hade några år på nacken inom filmfestivalen.
- 1986:
  - Guldlejon för livsverk: Frank Auerbach, Sigmar Polke (Tyskland)
  - Guldlejon för bästa paviljong: Daniel Buren (Frankrike)

- 1988:
  - Guldlejonför livsverk: Jasper Johns (USA)
  - Guldlejon för bästa paviljong: Italien

- 1990:
  - Guldlejon for för livsverk: Giovanni Anselmo (Italien), Bernd Becher och Hilla Becher (Tyskland)
  - Guldlejon för bästa paviljong: Jenny Holzer (USA)

- 1993:
  - Guldlejon för livsverk: Richard Hamilton (Storbritannien), Antoni Tapies (Spanien), Robert Wilson (USA)
  - Guldlejon för bästa paviljong: Hans Haacke, Nam June Paik (Tyskland)

- 1995:
  - Guldlejon for the Best Artist of the international exhibition: Gary Hill (USA), R. B. Kitaj (USA)
  - Guldlejon för bästa paviljong: Akram El Magdoub, Hamdi Attia, Medhat Shafik, Khaled Shokry (Egypten)

- 1997:
  - Guldlejon för livsverk: Emilio Vedova (Italien), Agnes Martin (USA)
  - Guldlejon för den internationella utställningens bästa konstnär: Marina Abramovic (USA) och Gerhard Richter (Tyskland)
  - Guldlejon för bästa paviljong: Fabrice Hyber (Frankrike)

- 1999:
  - Guldlejon för livsverk: Louise Bouregeois, Bruce Nauman
  - Guldlejon för den internationella utställningens bästa konstnär: Doug Aitken (USA), Cai Guo-Qiang (Kina), and Shirin Neshat (Iran)
  - Guldlejon för bästa paviljong: Monica Bonvicini, Bruna Esposito, Luisa Lambri, Paola Pivi, Grazia Toderi (Italien)

- 2001:
  - Guldlejon för livsverk: Richard Serra (USA), Cy Twombly (USA)
  - Guldlejon för den internationella utställningens bästa konstnär: Janet Cardiff och George Bures Miller, Marisa Merz (Italien), och Pierre Huyghe (Frankrike)
  - Guldlejon för bästa paviljong: Gregor Schneider (Tyskland)

- 2003:
  - Guldlejon för livsverk: Michelangelo Pistoletto (Italy), Carol Rama (Italien)
  - Guldlejon för den internationella utställningens bästa konstnär: Peter Fischli och David Weiss (Schweiz)
  - Guldlejon för bästa unga konstnär: Oliver Payne och Nick Relph (Storbritannien)
  - Guldlejon för bästa paviljong: Sun-Mei Tse (Luxemburg)

- 2005:
  - Guldlejon för livsverk: Barbara Kruger (USA)
  - Guldlejon för den internationella utställningens bästa konstnär: Thomas Schütte (Tyskland)
  - Guldlejon för bästa unga konstnär: Regina José Galindo
  - Guldlejon för bästa paviljong: Annette Messager (Frankrike)

- 2007:
  - Guldlejon för livsverk: Malick Sidibé (Mali)
  - Guldlejon för den internationella utställningens bästa konstnär: León Ferrari (Argentina)
  - Guldlejon för bästa unga konstnär: Emily Jacir (USA)
  - Guldlejon för bästa paviljong: Andreas Fogarasi (Ungern)

- 2009:
  - Guldlejon för livsverk: Yoko Ono (Japan), John Baldessari (USA)
  - Guldlejon för den internationella utställningens bästa konstnär: Tobias Rehberger (Tyskland)
  - Guldlejon för bästa unga konstnär: Nathalie Djurberg (Sverige)
  - Guldlejon för bästa paviljong: Bruce Nauman (USA)

- 2011:
  - Guldlejon för livsverk: Franz West (Austria), Elaine Sturtevant (USA)
  - Guldlejon för den internationella utställningens bästa konstnär: Christian Marclay (USA)
  - Guldlejon för bästa unga konstnär: Haroon Mirza (Storbritannien)
  - Guldlejon för bästa paviljong: Christoph Schlingensief (Tyskland)

- 2013:
  - Guldlejon för livsverk: Maria Lassnig, Marisa Merz
  - Guldlejon för den internationella utställningens bästa konstnär: Tino Sehgal
  - Guldlejon för bästa unga konstnär: Camille Henrot
  - Guldlejon för bästa paviljong: Edson Chagas

- 2015:[6]
  - Guldlejon för bästa nationella bidrag: Armenien – Armenity / Haiyutioun : Contemporary Artists from the Armenian Diaspora: Haig Aivazian, Nigol Bezjian, Anna Boghiguian, Hera Büyüktaş, Silvina Der Meguerditchian, Ayreen Anastas & Rene Gabri, Mekhitar Garabedian, Aikaterini Gegisian, Yervant Gianikian & Ricci Lucchi, Aram Jibilian, Nina Katchadourian, Melik Ohanian, Mikayel Ohanjanyan, Rosana Palazyan, Sarkis och Hrair Sarkissian, med Adelina Cüberyan von Fürstenberg som kurator.[7]
  - Guldlejon för internationella utställningens bästa konstnär: Adrian Piper (USA)
  - Guldlejon för livsverk El Anatsui (Ghana)
  - Silverlejon för bästa unga konstnär: Im Heung-soon (Sydkorea)

- 2017:[8]
  - Guldlejon för bästa nationella bidrag: Anne Imhof, Tyskland
  - Guldlejon för internationella utställningens bästa konstnär: Franz Erhard Walther (Tyskland)
  - Guldlejon för livsverk: Carolee Schneemann (USA)
  - Silverlejon för bästa unga konstnär: Hassan Khan (Egypten)